# Filippo Corridoni
Filippo Corridoni (Pausula, 19 agosto 1887 – San Martino del Carso, 23 ottobre 1915) è stato un politico e giornalista italiano.
Esponente del sindacalismo rivoluzionario e del sindacalismo nazionale, inizialmente membro del Partito Socialista Italiano che poi abbandonò in polemica con la scelta neutralista e perché ritenuto non incisivo nella lotta per i lavoratori, poi divenuto fervente interventista di sinistra e amico del futuro capo del fascismo Benito Mussolini, di cui seguì l'evoluzione ideologica dalla fondazione de Il Popolo d'Italia in poi. Cadde in combattimento nei pressi di San Martino del Carso durante la terza battaglia dell'Isonzo sul fronte italiano nei primi mesi della prima guerra mondiale.

## Biografia

### La gioventù
(Cesare Rossi)
Figlio di Enrico, operaio in una fornace per la costruzione di mattoni, grazie all'aiuto di un prozio frate francescano e predicatore, Filippo ricevette un'infarinatura di cultura umanistica. Dopo le elementari venne avviato al lavoro paterno di fornace. Dotato di vivissima intelligenza, proseguì gli studi, anche grazie ad una borsa di studio presso l'Istituto Tecnico industriale "Montani" di Fermo (che anni dopo, durante il fascismo, sarà intitolato per un periodo proprio a lui). Si appassionò alle letture su Carlo Pisacane, Giuseppe Mazzini e Karl Marx, in seguito a Georges Sorel. Iniziò così ad evidenziarsi il suo carattere proteso alla difesa dei più deboli.

#### Le prime lotte
(Filippo Corridoni, frase pronunciata probabilmente durante un comizio sindacale)
Nel 1905 a Milano, metropoli in fermento per la nuova fase di rivoluzione industriale, trovò lavoro quale disegnatore tecnico presso l'industria metallurgica "Miani e Silvestri".
Divenne segretario della sezione giovanile del Partito Socialista Italiano di Porta Venezia e, nel marzo 1907, fondò con Maria Rygier, giovane anarchica, il giornale Rompete le Righe, avvicinandosi così sempre più alla corrente sindacalista rivoluzionaria. Il giornale fu di natura antimilitarista e ne uscirono circa una decina di numeri.
Al fine di attirare l'attenzione sulla pubblicazione, Corridoni inviò alcuni numeri al militare Felice Santini, che però non si convinse a rivedere le sue idee a favore della guerra e riuscì a far condannare il giovane Filippo a quattro anni di detenzione nonché a sancire la chiusura del giornale. Grazie ad un'amnistia, però, Corridoni fu liberato prima dello scadere dei quattro anni e riparò in Francia a Nizza, dove fece amicizia con Edmondo Rossoni. Quando a Parma incominciarono gli scioperi dei braccianti lasciò Nizza sotto il nome di Leo Celvisio, a ricordo della rocca di San Leo, fortezza papalina dove venivano rinchiusi soprattutto i detenuti politici.

#### L'agitazione

Filippo Corridoni durante un comizio interventista a Pavia

Scrisse sul giornale L'Internazionale, organo della "Camera del Lavoro sindacalista rivoluzionaria" di Parma, poi pubblicato anche a Milano e Bologna: oltre ai fratelli Alceste e Amilcare De Ambris (quest'ultimo in seguito sposò la sorella di Corridoni), si occupavano del giornale Michele Bianchi, Paolo Mantica, Tullio Masotti, Umberto Pasella, Cesare e Romualdo Rossi, Angelo Oliviero Olivetti ed altri esponenti del sindacalismo rivoluzionario, che si ritroveranno in parte nei Fascio rivoluzionario d'azione internazionalista.
La polizia identificò Corridoni a causa di un articolo pubblicato da un giornale socialista, obbligandolo a fuggire prima a Milano e poi a Zurigo.
Nel biennio 1909-1910 gli fu possibile rientrare nel modenese grazie ad una nuova amnistia e divenne direttore della Camera del lavoro di San Felice sul Panaro, tentando una improbabile sintesi fra le posizioni rivoluzionarie e quelle riformiste del proletariato socialista, pur propendendo per le posizioni rivoluzionarie. L'operazione non riuscì e Corridoni venne emarginato dal movimento sindacale, in cui prevalse l'ala riformista.
Dopo un altro arresto (Corridoni fu arrestato come "agitatore" circa trenta volte nella sua pur breve vita), fondò Bandiera Rossa, giornale poco fortunato, per poi passare a collaborare con due testate dirette da Edmondo Rossoni, l'una evoluzione dell'altra: Bandiera Proletaria e Bandiera del Popolo, la cui stessa nomenclatura indica uno spostamento dalle posizioni di lotta di classe marxiane a posizioni più mediate in riferimento ad essa.

### Un sindacalista rivoluzionario avverso ai conflitti coloniali
Sconfitto nel tentativo di innescare principi rivoluzionari nel sindacato, si trasferì a Milano da dove, nel 1911-1912, riprese il tentativo di introdurre nel sindacato il metodo organizzativo basato sull'unità produttiva e sul ruolo qualificato dell'addetto. Secondo il suo pensiero, questo metodo avrebbe portato a nuovi tipi di relazioni industriali, ma nel contempo avrebbe introdotto un principio interclassista dal punto di vista politico. Nonostante tale metodo non avesse fatto proseliti, Corridoni fu riconosciuto come uno dei capi del sindacalismo rivoluzionario di Milano. Corridoni commentò amaramente:
Al tempo della guerra italo-turca Corridoni prese posizioni nettamente contrarie al conflitto. La sua avversione non va ricercata però in motivazioni strettamente ideologiche quanto nell'inutilità che vedeva, per le sorti del paese, nel conflitto stesso: nel 1911, alla vigilia della spedizione, nell'opuscolo Le rovine del neoimperialismo Italico poneva in essere un'analisi comparata della situazione economica italiana e sondava con sagacia i rischi e le scarse opportunità che un tale impegno comportava. Nei fatti gli era impossibile, per operai e masse lavoratrici, vedere alcun miglioramento della condizione sociale che fosse proporzionato a quanto richiesto in termini di sacrifici dallo sforzo bellico. In questo senso è già possibile intravedere un primo abbozzo dell'eclettismo del sindacalista marchigiano in riferimento a quella che doveva essere l'azione propriamente intesa "di classe" e che troverà sintesi in Sindacalismo e Repubblica: non una contrapposizione frontale (se non nel momento dello scontro che si esplica nella forma dello sciopero), quanto piuttosto un criticismo propositivo volto a ciò che verrà in seguito definito Produttivismo Nazionale.

#### La nascita dell'Unione Sindacale Italiana
In seguito una nuova ondata di scioperi che si innescarono ovunque in Italia, riportò in auge la componente rivoluzionaria del sindacalismo socialista portandone alla dirigenza diversi esponenti e Benito Mussolini alla direzione dell'Avanti!. Nel novembre 1912 Corridoni prese parte a Modena al congresso istitutivo dell'Unione Sindacale Italiana (USI), scissione della Confederazione Generale del Lavoro (CGdL), il sindacato confederale legato fortemente al partito socialista. Tutta una serie di personaggi di spicco passarono all'USI, dai fratelli De Ambris a Giuseppe Di Vittorio.
L'USI ebbe numerose adesioni a livello nazionale, in particolare a Genova, dove le camere del lavoro più importanti, come quella di Sestri Ponente, passarono in gran parte dai confederali all'USI. Nell'aprile 1913 nacque a Milano, su ispirazione di Corridoni, l'Unione Sindacale Milanese (USM), autonoma ma associata all'USI, della quale divenne responsabile. Con la stretta collaborazione dei fratelli De Ambris, egli organizzò una serie di scioperi ed ottenne l'adesione al sindacato USM dei sindacati metallurgici, dei gassisti, dei lavoratori del vestiario, dei tappezzieri di carta e dei decoratori. 

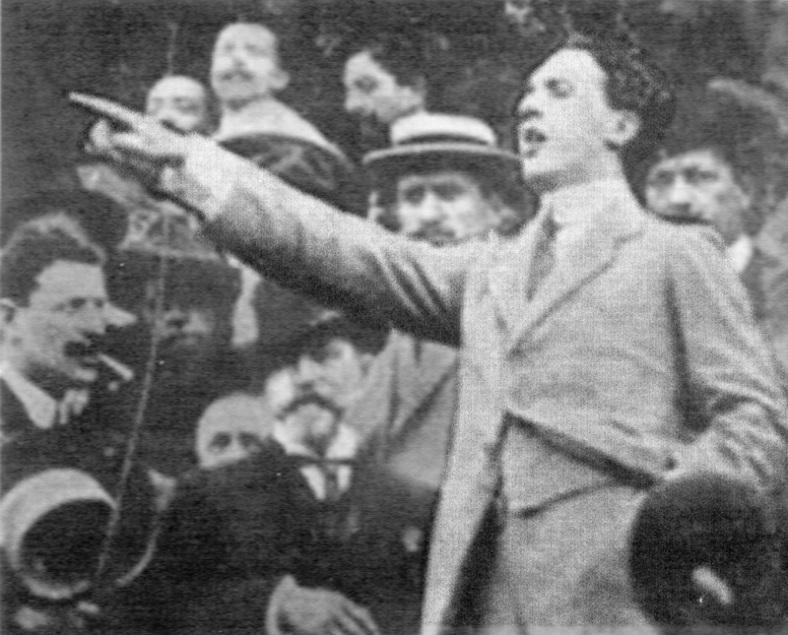
Filippo Corridoni durante un comizio, dietro si intravede Mussolini con la paglietta in testa

Furono anni di intensa collaborazione coi De Ambris quelli fra il 1913-1914, in cui venne appoggiato nella sua azione dall'allora direttore dell'Avanti!, Benito Mussolini. Ritornò nuovamente in carcere quale autore dell'opuscolo Riflessioni sul sabotaggio; uscito dal carcere ritrovò l'USM fortemente indebolita ed attaccò Mussolini tramite articoli su L'Internazionale per sopravvenuti dissensi, fino alla "Settimana rossa" di Ancona del 1914, dopo la quale, vista la sua notorietà di infaticabile agitatore e trascinatore, venne attaccato vivacemente dal Corriere della Sera.
I venti di guerra che soffiavano in Europa furono spunto per una nuova agitazione sindacale. Il pretesto fu fornito dalla vicenda di un soldato, Augusto Masetti, che, per non partire per la guerra in Libia che ancora si trascinava, aveva sparato contro un proprio ufficiale. Il soldato Antonio Moroni, fedele al proprio credo antimilitarista, era stato mandato alla Compagnia di Disciplina dalla quale scriveva regolarmente a Corridoni. Il 6 giugno 1914 a un comizio pro Masetti e Moroni. Corridoni prese la parola:
Un altro di questi comizi si tenne ad Ancona il 7 giugno 1914, al termine del quale si verificarono aspri scontri con la polizia che diedero vita alla cosiddetta Settimana rossa. Negli stessi giorni Corridoni si trovava a Milano, dove tenne un comizio all'Arena Civica davanti a circa 100.000 operai, a cui presero parte anche Mussolini e Gibelli. Al termine della manifestazione, la folla intenzionata a raggiungere piazza del Duomo fu fronteggiata dalla polizia: ne nacquero scontri, nel corso dei quali furono feriti sia Corridoni che Mussolini. Quest'ultimo grazie all'intervento di altri partecipanti tra cui Amilcare De Ambris fu messo in salvo, mentre Corridoni fu nuovamente arrestato. Mentre scontava la pena in carcere nel frattempo in Europa scoppiò la prima guerra mondiale.

#### La conversione all'interventismo

Filippo Corridoni con Benito Mussolini durante una manifestazione interventista della primavera 1915 a Milano

Scarcerato il 5 settembre 1914, Corridoni concluse il percorso che lo portò ad un interventismo di stampo sindacalista rivoluzionario, già intrapreso nel periodo di detenzione, rinnegando molte delle sue precedenti idee contro la guerra; fu accanto ad altre personalità interventiste come Benito Mussolini, Gabriele D'Annunzio, Filippo Tommaso Marinetti, Cesare Battisti, Giovanni Papini, Enrico Corradini, Alceste de Ambris, Leonida Bissolati.
Riprese a pubblicare Avanguardia, che con la sua incarcerazione aveva sospeso la sua attività, e sul primo numero pubblicò un articolo in cui manifestava la sua adesione all'interventismo stesso.
(Filippo Corridoni su Avanguardia)
Motivò la conversione all'interventismo anche col prendere atto che i proletari europei credevano prima nella Patria che nell'Internazionalismo.
(Filippo Corridoni durante un comizio interventista)
Il 23 settembre Corridoni, al termine di un nuovo comizio fu accusato dai vecchi compagni di essere un “venduto” a causa della sua posizione interventista. Ad essi rispose: "Chi fa mercato di sé non lo fa per morire, ma per vivere. Siete voi disposti a dare la vita per la vostra idea, come io sono pronto a gettarla per la mia?". Ai primi di ottobre fondò i Fasci rivoluzionari d'azione internazionalista insieme a Decio Bacchi, Ugo Clerici, Alceste de Ambris, Amilcare De Ambris, Giovanni Marinelli, Attilio Deffenu, Aurelio Galassi, Angelo Oliviero Olivetti, Decio Papa, Cesare Rossi, Silvio Rossi, Sincero Rugarli, Libero Tancredi, Luigi Razza. Michele Bianchi fu nominato segretario. Questa svolta era basata sull'ipotesi che una sconfitta delle potenze reazionarie e retrograde, per lui rappresentate dagli Imperi centrali, avrebbe aperto nuove dinamiche per uno sbocco rivoluzionario.
Intanto il 14 novembre 1914 uscì il primo numero de Il Popolo d'Italia, fondato da Benito Mussolini. Nel contempo, su iniziativa di Mussolini, nacque il Fascio d'azione rivoluzionaria, gruppo che rinserrò ed organizzò i ranghi dell'interventismo di sinistra ed evoluzione del Fascio rivoluzionario d'azione internazionalista: le personalità sindacaliste rivoluzionarie e di sinistra si accodavano così alla campagna sostenuta dalla borghesia italiana, e diretta dalle colonne del Corriere della Sera, volta ad orientare verso la partecipazione alla guerra le masse operaie e gli intellettuali.

### Lo sciopero dei gassisti milanesi

Filippo Corridoni al termine di una manifestazione interventista

Nel 1915 Corridoni continuò nella propria azione di interventista e sindacalista ma, nel gennaio 1915, un minacciato sciopero dei gassisti milanesi rischiò di provocare una frattura nel fronte operaio. Corridoni ritenne opportuno evitarla, innanzitutto perché avrebbe costituito un diversivo di cui i partiti neutralisti avrebbero potuto approfittare per creare delle crepe nel fronte interventista sindacale, in secondo luogo la società contro cui era diretto il minacciato sciopero era la francese Unione del Gaz dell'ingegnere Giuseppe Gruss. Corridoni stesso si recò a Parigi, grazie all'interessamento del Ministro del lavoro francese riuscì a strappare un accordo onorevole pur non ottenendo la maggioranza delle approvazioni. Corridoni cercò di orientare i lavoratori italiani verso simpatie filo-francesi, con l'intento di avere condizioni vantaggiose per i lavoratori stessi.
(Discorso di Filippo Corridoni tenuto alle maestranze il 5 gennaio 1915)
Ciò nonostante, pochi giorni dopo l'Unione del Gaz non rispettò l'accordo ed il 26 gennaio fu proclamato lo sciopero dei gassisti milanesi. Corridoni ritornò a Parigi insieme a una rappresentanza di gassisti milanesi e il 3 febbraio riuscì ad ottenere un accordo definitivo.
Al ritorno, il 13 febbraio fu di nuovo arrestato per una vecchia imputazione. In carcere, nel mese di aprile, ebbe il tempo di scrivere Sindacalismo e Repubblica in cui espresse le sue idee-guida circa una futura repubblica a democrazia diretta e "antipartitica". La sua azione era ormai parallela a quella di Benito Mussolini, con comizi per l'interventismo. L'atmosfera ideale per tutta una serie di intellettuali, sindacalisti rivoluzionari, socialisti rivoluzionari ed interventisti di sinistra fu quella delle "radiose giornate di maggio" di Gabriele D'Annunzio. Nel maggio del 1915 Corridoni tenne, insieme a Mussolini, un'imponente manifestazione all'Arena Civica di Milano.

### Arruolamento e morte di Corridoni

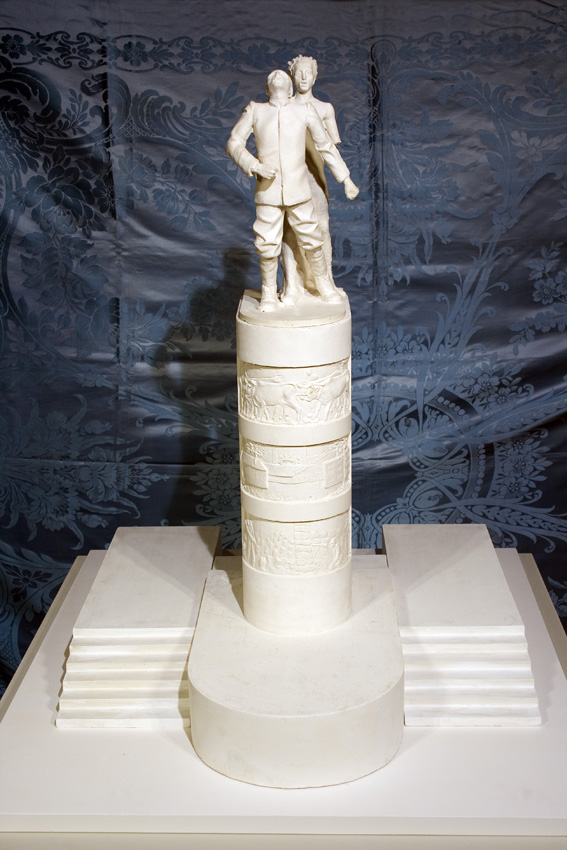
Bozzetto del monumento a Filippo Corridoni di Diego De Minicis per il concorso indetto dal Comune di Corridonia; Corridoni sorretto da un commilitone dopo essere stato colpito a morte.

Allo scoppio della prima guerra mondiale per l'Italia, Corridoni si presentò volontario (vista l'età, probabilmente sarebbe stato comunque chiamato alle armi) e poco prima della partenza mandò un saluto a Mussolini:
(Nel messaggio inviato da Corridoni a Benito Mussolini)

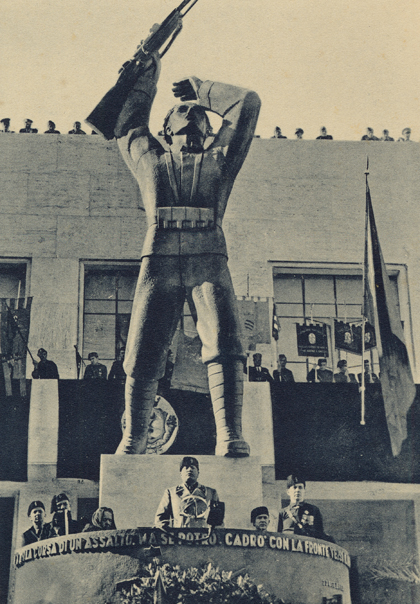
Mussolini inaugura la statua bronzea di Corridoni ferito e morente (realizzata da Oddo Aliventi), a Pausula (Corridonia), il 24 ottobre 1936.

Il 25 luglio 1915 partì per il fronte con i complementi del 32º Reggimento Fanteria: essendo minato dalla tisi, che lo affliggeva da anni, fu inizialmente assegnato ai servizi di retrovia ma, risoluto a combattere, fuggì con i compagni Dino Roberto e Rubolini a Sagrado per raggiungere la prima linea. Qui vennero fermati, incolpati di diserzione e condotti davanti al tribunale di guerra a Ruda: per fortuna il generale Ciancio, dopo un primo momento di esitazione, li accontentò e li trasferì al 142º Reggimento Brigata Catanzaro, che in quei giorni veniva mandata all'assalto di Castelnuovo.

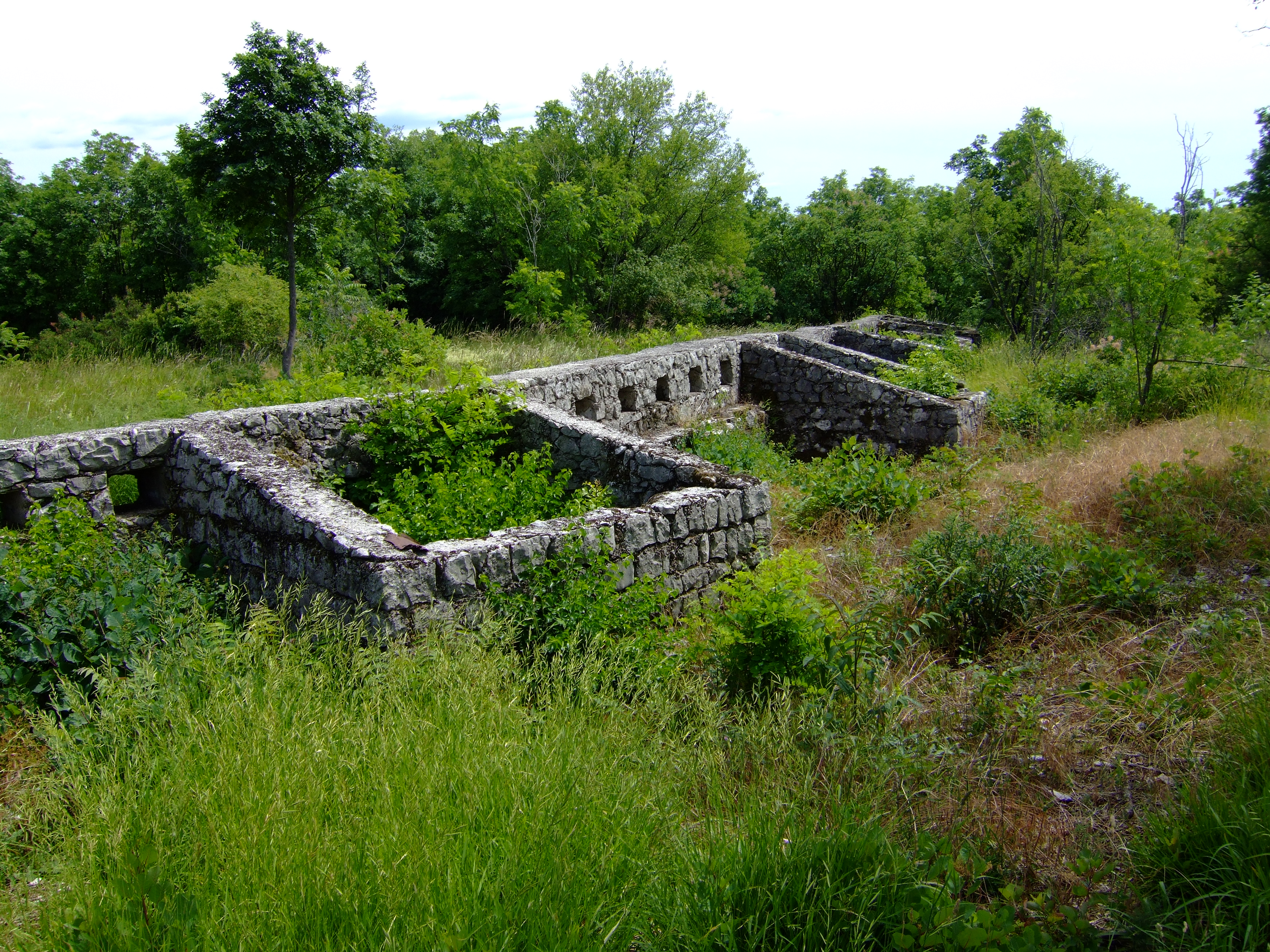
Trincea delle Frasche, presso San Martino del Carso

Dopo l'azione Corridoni venne assegnato al 32º Reggimento della Brigata Siena. Tra luglio ed agosto i fanti della Siena avevano combattuto per attestarsi saldamente sul ciglione carsico ed erano schierati nelle linee di partenza a San Martino del Carso di fronte alle trincee dei Razzi e delle Frasche. Corridoni, come dimostra uno schizzo da lui eseguito il 6 ottobre, portò a termine diverse esplorazioni per raccogliere dati sulle posizioni austriache che la Brigata Siena avrebbe dovuto occupare. Il 21 ottobre partì l'attacco che segnò l'inizio della terza battaglia dell'Isonzo ma i reggimenti 31° e 32° (che formavano la brigata) non riuscirono ad ottenere risultati apprezzabili. Il giorno successivo l'offensiva riprese: alle 10, alle 13 e alle 14 gli attacchi si susseguirono ma le Frasche si rivelarono imprendibili.
Il giorno seguente, a causa delle perdite tra gli ufficiali ed i graduati, per ordine del Colonnello Chiaramello, Filippo Corridoni e Dino Roberto furono messi ciascuno a capo di un plotone d'assalto. Alle 10.30 del 23 ottobre il 31° attaccò la Trincea dei Razzi mentre l'artiglieria martellava le Frasche fino alle 15. Alle 15.01 quando i cannoni tacquero, i fanti del 32° partirono all'assalto delle Frasche. Alle 15.30 i plotoni di Corridoni e Roberto riuscirono a raggiungere la linea nemica, preparandosi a respingere i contrattacchi, ma la mancata conquista della quota 164, a sinistra, e della trincea dei Razzi, a destra, rese precaria la loro posizione, sottoponendoli ad un micidiale tiro incrociato. Arrivarono i rinforzi, Corridoni si espose per chiamarli ma venne colpito da un colpo di fucile in fronte.

Risultò così profetica la sua affermazione eroica: 
Il sacrificio di tanti combattenti fu però inutile perché durante la notte gli austriaci contrattaccarono e alle 7:00 del mattino gli italiani furono costretti a ripiegare abbandonando le Frasche appena conquistate. Alla fine dello scontro, Corridoni risultò disperso; il corpo non fu più ritrovato, forse sepolto, da un certo soldato Aristide Pulga, in una tomba anonima nell'improvvisato cimitero più vicino, a Sdràussina presso la filanda Sagrado.
Corridoni venne successivamente decorato alla memoria con medaglia d'argento al valor militare, decorazione che lo stesso Benito Mussolini, fece convertire in medaglia d'oro nel 1925. Lo ricorda un monumento del 1933, opera dello scultore Francesco Ellero, sul Carso goriziano nel luogo dove cadde (Trincea delle Frasche).
Molti altri monumenti furono innalzati. Nella piazza in stile architettonico fascista razionalista della sua città natale, Pausula (rinominata Corridonia), si erge ancora l'imponente statua bronzea del Corridoni in punto di morte, opera dello scultore Oddo Aliventi, inaugurata da Mussolini il 24 ottobre 1936. Sul basamento della statua sono scolpiti bassorilievi e frasi che raffigurano momenti della vita del sindacalista.

## La figura di Filippo Corridoni

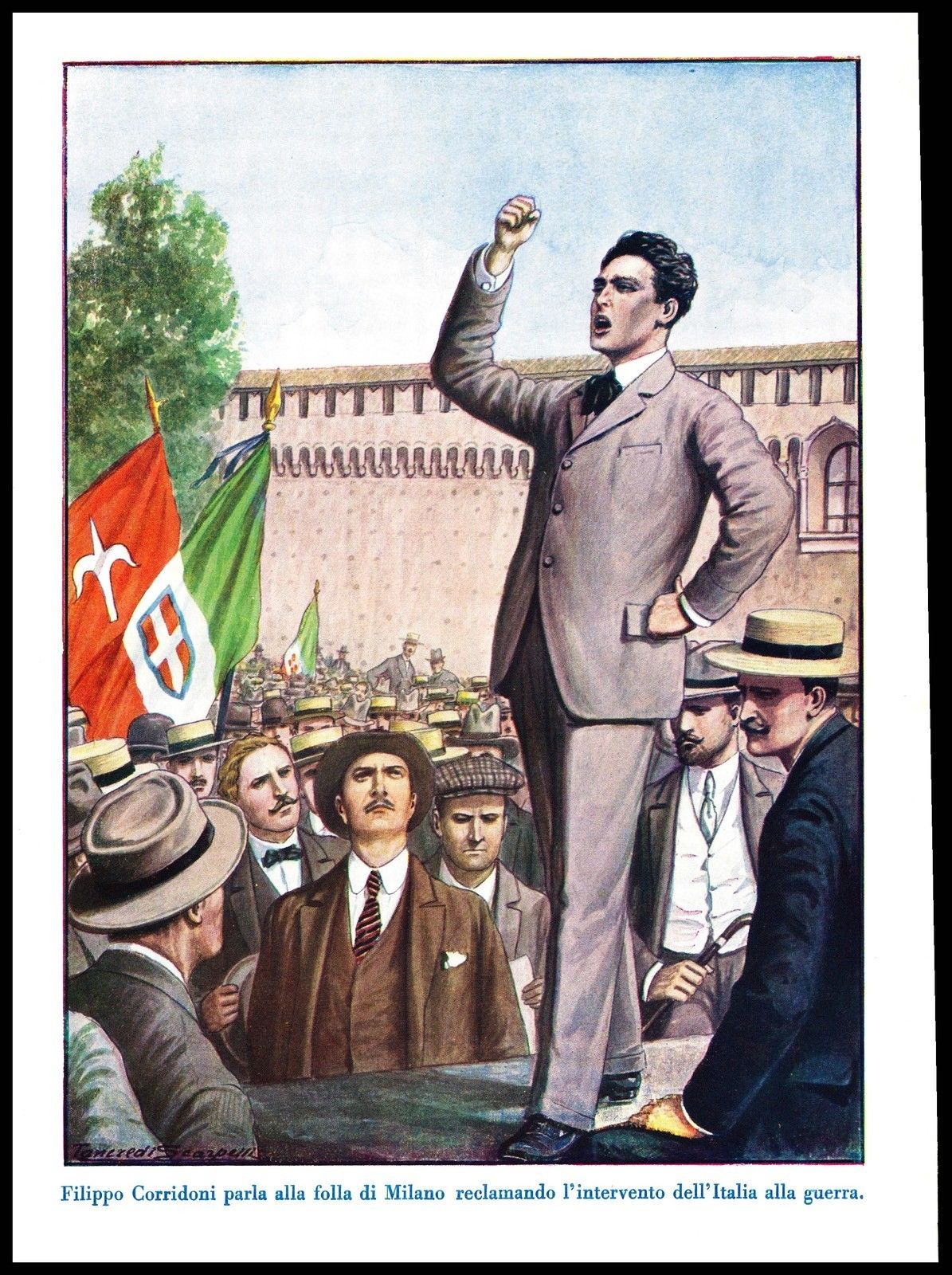
Illustrazione celebrativa di un comizio interventista di Corridoni a Milano

Come accadde con Cesare Battisti e altri caduti in guerra per la causa del nazionalismo italiano e dell'irredentismo, il fascismo tentò di appropriarsi ideologicamente anche della figura di Corridoni, come di un precursore, tramite il sindacalismo rivoluzionario, nazionale e l'interventismo di sinistra, della "rivoluzione fascista". Filippo Corridoni fu associato più di altri al nascente regime, con il cui leader Mussolini aveva condiviso, nell'ultima fase della sua vita, la scelta dell'interventismo, l'arruolamento volontario in guerra e l'allontanamento dai vecchi compagni socialisti coi quali aveva condiviso le battaglie giovanili. Con l'ascesa di Mussolini nel 1922, si assisteva all'incorpamento della figura di Corridoni nell'immaginario collettivo al fascismo.
Curzio Malaparte, interventista, reduce e fascista della prima ora, che divenne poi antifascista, ebbe a dire dell'area politica da cui proveniva Corridoni:
(Curzio Malaparte, in: Opere Complete)
Ma la figura di Filippo Corridoni fu comunque poi rivendicata anche dagli ex compagni socialisti Giuseppe Di Vittorio e Alceste de Ambris (entrambi interventisti): in particolare a sinistra Giuseppe Di Vittorio, capo storico del sindacato CGIL e proveniente dalle file del sindacalismo anarchico, antifascista e in seguito deputato del Partito Socialista Italiano e del Partito Comunista Italiano, era uno dei pochi a ricordare l'importanza della figura di Corridoni per la formazione delle strutture sindacali in Italia, in quanto proprio a causa dell'avvicinamento della sua figura al regime fascista, Corridoni risultava personaggio scomodo:
(Giuseppe Di Vittorio, Anita Di Vittorio, La mia vita con Di Vittorio, 1965)
Mentre per Alceste de Ambris, che condivise lo stesso percorso politico di Corridoni, fu poi a Fiume con D'Annunzio, ma poi divenne antifascista:
(Alceste De Ambris)

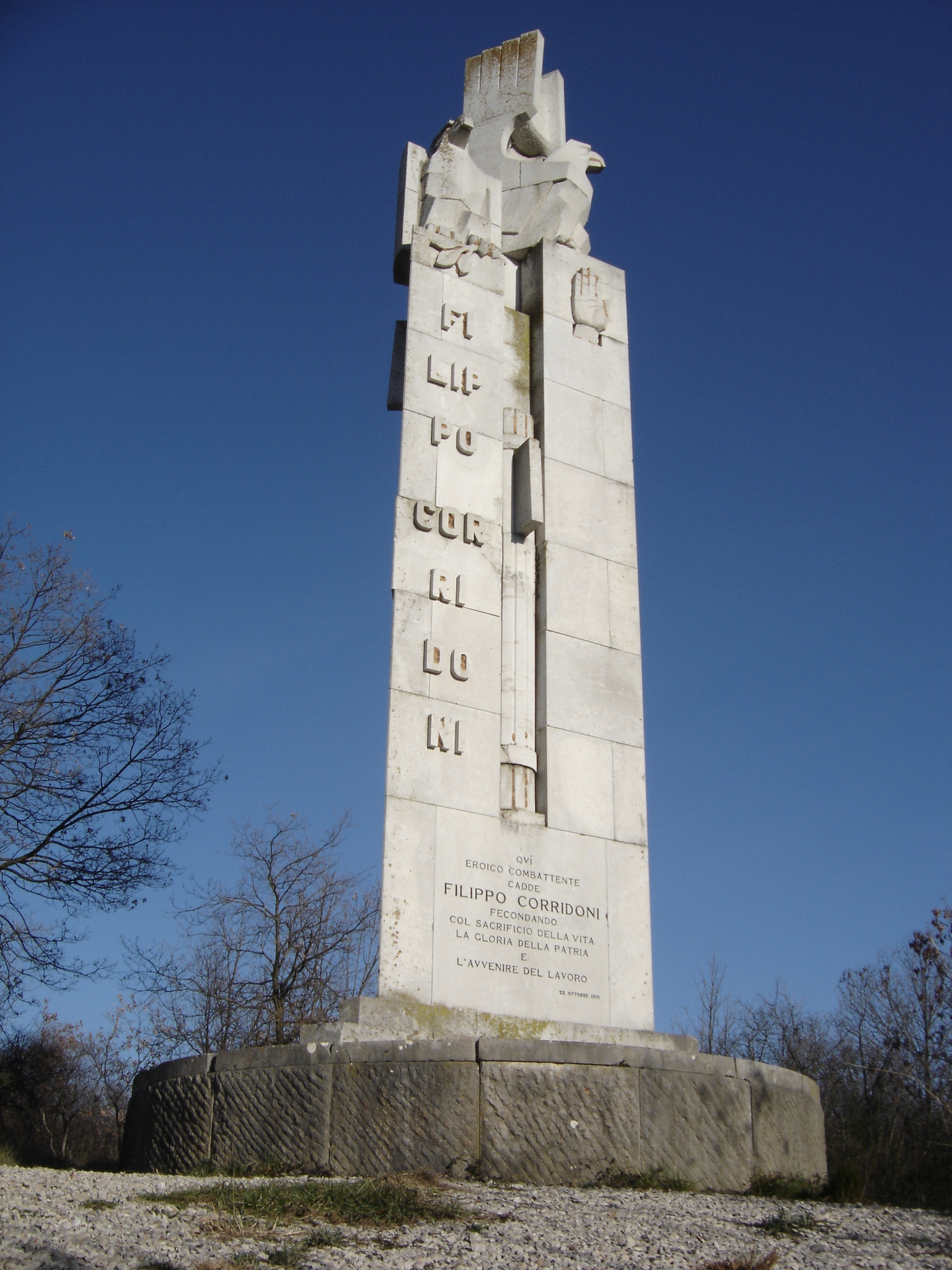
Monumento "Filippo Corridoni" a Sagrado, opera di Pietro Zanini

Sul Partito Socialista, a cui Di Vittorio era rimasto fedele, Corridoni fu però molto critico, come il 16 maggio 1915, allorché l'Italia si apprestava ad entrare in guerra, dichiarando e schierandosi sulla linea mussoliniana:
(Filippo Corridoni, 16 maggio 1915, discorso tenuto sulle gradinate del Duomo di Milano)

Monumento a Corridoni di Parma, costruito all'imbocco del quartiere popolare dell'Oltretorrente, raffigurante Corridoni colpito dal nemico.

La sua memoria rimase così, per molti, legata al fascismo, e al fatto che Mussolini in un ricordo, due anni dopo, su Il Popolo d'Italia ne tratteggiò già la figura come un caduto per la causa "nazionale":
(Benito Mussolini su Il Popolo d'Italia, 23 ottobre 1917)
Inoltre Corridoni appoggiò Benito Mussolini e il movimento interventista e molte delle sue idee, mediate da De Ambris e dalla dannunziana Carta del Carnaro, ispirarono la Terza via economica del fascismo (es. l'idea di socializzare gli utili, attuare la cogestione delle imprese, o il corporativismo) e l'idea di rivoluzione fascista.
Già nel primo dopoguerra la figura fu contesa. Una delle prime squadre fasciste di Bologna nel 1919 fu la Squadra d'azione Filippo Corridoni; allo stesso tempo, nei primi anni venti gli antifascisti costituirono la Legione Proletaria Filippo Corridoni, che si scontrò con le squadre d'azione di Italo Balbo durante le barricate di Parma.
Durante il regime fascista gli fu intitolata la 109ª Legione CC.NN. d'Assalto "Filippo Corridoni" della Milizia Volontaria di Sicurezza Nazionale (MVSN) di stanza a Macerata e fu mutato il nome della sua città natia Pausula in Corridonia.
Le polemiche sull'appropriazione di Corridoni da parte del regime sono sempre vive tra gli esperti della sua vita e i custodi della sua memoria. Ancora nel 2009, a Corridonia, in occasione della rimozione nel dopoguerra di un affresco, riemerso poi da un'intonacatura, raffigurante Mussolini nelle vesti di cavaliere medievale, in una sala del palazzo comunale, vi sono state polemiche per un possibile recupero artistico del dipinto storico; una parte della politica non ha però gradito, perché perpetuerebbe l'associazione di Corridonia e di Corridoni al fascismo.
Corridoni si dimostrò anche un uomo gentile e umile, prima dell'inizio della guerra infatti fece una donazione al comune di Galzignano Terme per la costruzione di un edificio scolastico, la quale costruzione terminò nel 1927.

## Riconoscimenti e intitolazioni civili
Gli furono intitolati: la città natale, che cambiò il nome da Pausula a Corridonia, un sommergibile, istituti scolastici (tra i quali l'Istituto Professionale di Stato per l'Industria e l'Artigianato "F. Corridoni" nel suo comune natale, e l’Istituto di Istruzione Superiore “Corridoni-Campana” ad Osimo) associazioni culturali, cooperative ed è ricordato nella toponomastica di molti comuni italiani. Nel 1933 gli venne intitolato il Regio Istituto Tecnico di Fermo. A Fano, nelle Marche, nel 1935 gli venne intitolata la scuola elementare. A Macerata nel 1931 sempre nelle Marche gli venne intitolata una caserma del Regio Esercito.
Tra gli altri riconoscimenti da segnalare la compagnia portuale della città di Olbia che è appunto intitolata a Filippo Corridoni e che è attiva nella città sarda e nella vicina Golfo Aranci dal 1930. A Borgo Flora (frazione in provincia di Latina, nel Lazio) c’è una Via intitolata a lui.

## Corridoni nell'arte
A Corridoni furono dedicate molte opere d'arte, a cominciare dai monumenti (a Sagrado, presso la Trincea delle Frasche, a Corridonia, a Sora e a Parma), ai busti (al Pincio di Roma, Corridonia, Foggia e Galatina), alle lapidi (a Bari, Reggio Emilia e San Secondo Parmense) e a diversi ritratti su tela.

## Opere
- Le Rovine del Neo-imperialismo Italico: Libia e Antimilitarismo, 1912.
- Sindacalismo e repubblica, 1945.
- Anticlericali e laici all'avvento del fascismo, 1986.
- Come per andare più avanti ancora. Scritti politici e sindacali. A cura di Andrea Benzi, SEB, 2001.
- Per le mie idee. Lettere, frammenti epistolari, cartoline dal fronte. A cura di Andrea Benzi, SEB, 2003.
- Il fuoco sacro della rivolta. La produzione giornalistica. A cura di Andrea Benzi, SEB, 2006.

## Onorificenze

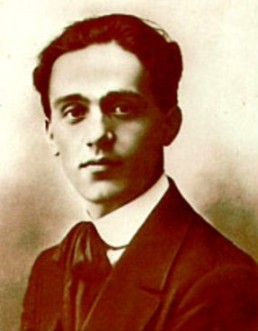
Filippo Corridoni

## Centenario della morte (1915-2015)
Il 16 febbraio 2013, l'ammiraglio Giampaolo Di Paola, Ministro della Difesa, ha fatto visita a Corridonia, dando inizio alle solenni celebrazioni dell'eroe, nel Centenario della morte (si è tenuta una cerimonia a Palazzo di Città, quindi il Ministro ha visitato la casa natale di Corridoni).
Il 12 settembre 2015 a Parma venne organizzato un convegno a cura del Circolo Culturale "Filippo Corridoni", i cui atti vennero pubblicati successivamente da Idrovolante Edizioni.